# 魔靈公主
《魔靈公主》（シャーマニックプリンセス）是1996年6月25日至1998年6月25日發售的OVA作品，全6卷。合作跨界短片。

## 登場人物
- (緹亞拉)（聲：紗百合／香港：鄭麗麗）
- Lena(蕾娜)（聲：／香港：陳凱婷）
- 華月（聲：山寺宏一 / 香港： 雷霆）
- 紗綾羅（聲：櫻井智 / 香港： 劉惠雲 ）
- （聲：松本梨香／香港：陳卓智）
- （聲：松本梨香／香港：蘇強文）
- Rion(里昂)（聲：結城比呂／香港：梁偉德）
- 長老（聲：納谷六朗）
- （聲：今井由香／香港：陸惠玲）
- 蘇珊娜·白（聲：中川亞紀子）
- （聲：丸尾知子／香港：梁少霞）
- 老師

## 工作人員
- 監督：，西村博之
- 監修：
- 原作：PRINCESSPROJECT
- 劇本：渡邊麻實、西村博之、
- 攝影監督：安津畑隆
- 美術監督：松岡聰
- 音樂：周防義和
- 人物設計、總作畫監督：石田敦子
- 音響監督：三間雅文
- 作畫監督：大倉雅彥，西村博之
- 編輯：瀨山武司
- 製作合作：TRIANGLE STAFF
- 製作：安利美特
- 製造：Bandai Visual、Movic

## 各集標題
1. 森林
2. 覺醒
3. 祈禱的早上
4. 風之祭

## 關聯商品

### 盒式錄像機（VHS）、影碟（LD）
- VOL.1 1996年6月25日發售
- VOL.2 1996年9月25日發售
- VOL.3 1997年1月25日發售
- VOL.4 1997年6月25日發售
- VOL.5 1997年11月25日發售
- VOL.6 1998年6月25日發售

### DVD
- VOL.1 2001年7月25日發售
- VOL.2 2001年9月25日發售

### 電視
無綫電視翡翠台於2002年7月24日及8月3日11:30－12:50播出

## 外部連結
- 魔靈公主（日語）

1. ↑  .   [2023-12-24]. （原始内容存档于2023-11-23）.